# Vampires vs. Zombies
Pour les articles homonymes, voir Carmilla (homonymie).
Pour plus de détails, voir Fiche technique et Distribution.
Vampires vs. Zombies est un film canadien de 2004 réalisé par Vince D'Amato (it) d'après le roman de Sheridan Le Fanu datant de 1872 : Carmilla. 

## Fiche technique
- Titre original : Vampires vs. Zombies ou Carmilla, the Lesbian Vampire
- Réalisation : Vince D'Amato (it)
- Scénario : Sheridan Le Fanu (roman), Vince D'Amato
- Producteur :
- Production : Creepy Six Films
- Musique :
- Pays d'origine :  Canada
- Langue d'origine : Anglais canadien
- Genre : Horreur
- Lieux de tournage : Vancouver, Colombie-Britannique, Canada
- Durée : 1 h 25
- Date de sortie :
  -  États-Unis : 13 avril 2004
  -  Argentine : 13 octobre 2004

## Distribution
- Maritama Carlson : Carmilla
- Bonny Giroux : Jenna Fontaine
- C.S. Munro : Travis Fontaine
- Brinke Stevens : Julia / State Trooper
- Peter Ruginis : The General
- Melanie Crystal : Tessa Briggs
- Erica Carroll : Mary
- Roy Tupper : The Doctor
- Rob Carpenter : Gas Station Attendant
- Jon Scheffer : Gas Station Boss
- Derek Champion : Jeep Driver
- Ligaya Allmer : Bob
- Colin Worley : 1st Zombie
- Chris Webb : Roadworker Zombie
- Tarja Ridgewell : Vamp